# Okręty desantowe typu America
Okręty desantowe typu America – amerykańskie okręty desantowe, z których pierwszy wszedł do służby w Marynarce Wojennej Stanów Zjednoczonych w 2014 roku.

## Historia
Projekt okrętów desantowych typu America bazował na doświadczeniach zdobytych przy budowie i eksploatacji okrętów desantowych typu Wasp, a w szczególności ostatniego okrętu tego typu USS „Makin Island”. Najważniejszą zmianą w porównaniu do starszych okrętów była rezygnacja z wbudowanego doku służącego do dostarczania małych pojazdów desantowych. Zaoszczędzone miejsce wykorzystano na zwiększenie możliwości operacji lotniczych z pokładu okrętu. W projektowanym trzecim okręcie typu, USS „Bougainville”, powrócono do koncepcji wbudowanego w konstrukcję okrętu doku, służącego do wodowania mniejszych jednostek desantowych.
Zamówienie na pierwszy okręt tego typu, USS „America”, o wartości 2,4 mld dolarów, zostało złożone 1 czerwca 2007 roku. Rozpoczęcie budowy nastąpiło 17 lipca 2009 roku w stoczni Ingalls Shipbuilding w Pascagoula w stanie Missisipi. Wodowanie miało miejsce 4 czerwca 2012 roku. Próby morskie rozpoczęły się 5 listopada 2013 roku. Okręt wszedł do służby 11 października 2014 roku.

## Okręty
| Nazwa                    | Stocznia             | Rozpoczęcie budowy   | Data wodowania      | Wejście do służby         | Los okrętu |
| ------------------------ | -------------------- | -------------------- | ------------------- | ------------------------- | ---------- |
| USS America (LHA-6)      | Ingalls Shipbuilding | 17 lipca 2009(dts)   | 4 czerwca 2012(dts) | 11 października 2014(dts) | w służbie  |
| USS Tripoli (LHA-7)      | Ingalls Shipbuilding | 22 czerwca 2014(dts) | 1 maja 2017(dts)    | 15 lipca 2020             | w służbie  |
| USS Bougainville (LHA-8) | Ingalls Shipbuilding | 14 marca 2019(dts)   |                     |                           | w budowie  |